# 大麻比古神社 (徳島市)
大麻比古神社（おおまひこじんじゃ）は、徳島県徳島市明神町にある神社である。鳴門市に鎮座する大麻比古神社と同じ表記であるが、読み方が違う。

## 歴史
伊予国河野庄より阿波国に来住し蜂須賀氏に仕えた者の倅の河野弥吉郎が承応2年（1653年）に名東郡一宮から大麻比古神社の神体を迎えて河野家の鎮守としたと伝えられるが、『延喜式神名帳』に記載された式内社「麻能等比古神社」に比定する説もある。元々は、彌吉明神と称していたが、明治3年（1870年）に現在の社名に改称し、村社に列した。

## 祭神
- 猿田彦命

## 神紋
- 三ッ巴

## 境内社
- 歳徳神社
- 和霊神社
- 稲荷神社
- 天神社
- 弁財天
- 地神社
- 楠大明神
- 伊助大明神・九郎兵衛大明神